# Pobiel
Pobiel (deutsch Pobil, auch Bobile; 1936–1945: Wandelheim) ist ein Dorf der Stadt- und Landgemeinde Wąsosz im Powiat Górowski der Woiwodschaft Niederschlesien in Polen.

## Geographie

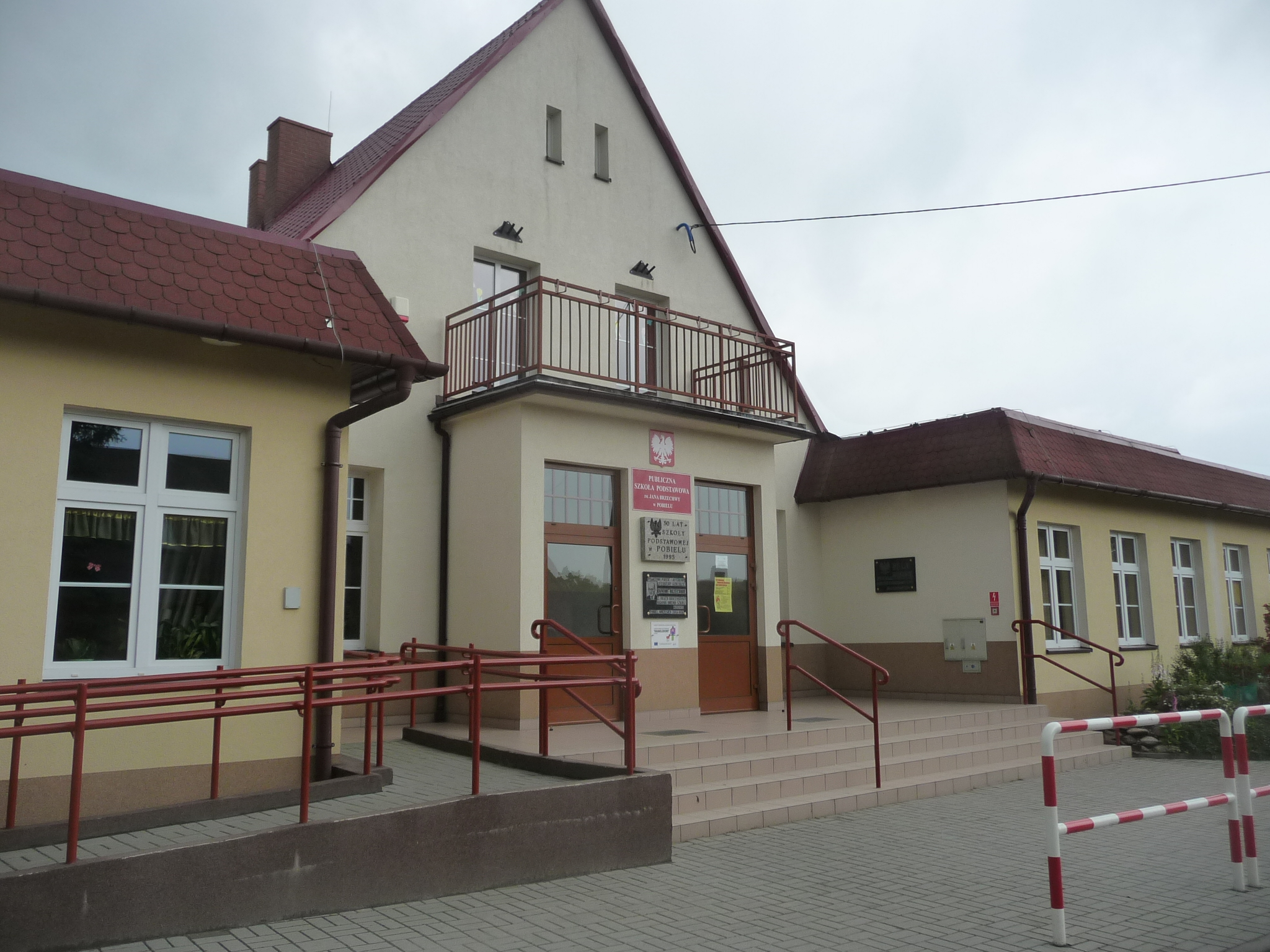
Schule in Pobiel

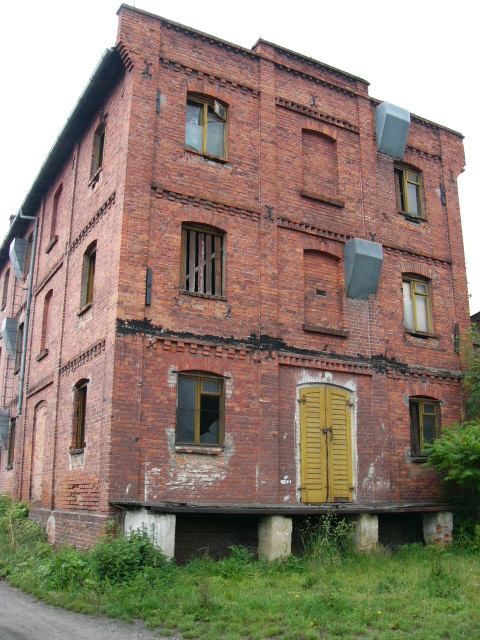
Wassermühle

Das landwirtschaftlich geprägte Dorf weist zahlreiche Leerstände von Häusern und zum Teil verfallender Bauernhöfe auf. Moderne Maßnahmen der Dorfgestaltung sind die Anlage eines Dorfplatzes und der Neubau einer kleinen Kirche und eines Schulgebäudes. Die Orla, ein Zufluss der Barycz (Bartsch), fließt unmittelbar am Ort vorbei.

## Geschichte
Erstmals erwähnt wurde der Ort im Jahre 1319 im Zusammenhang mit dem Erwerb des Schlosses Pobiel durch den Herzog Bolesław III. erstmals erwähnt. Ein weiteres Dokument stammt von 1329 und handelt von der Souveränität über das Fürstentum. In der 2. Hälfte des achtzehnten Jahrhunderts sind eine Schule, vier Wassermühlen, zwei Windmühlen und zwei Gemeindehäuser belegt. Mit dem Ortsteil Zubrza (Schubersee) war das Dorf Teil der königlichen Domäne in Herrnstadt. 1845 hatte der Ort 829 Einwohner.

### Flüchtlingstreck 1945
Der Ortsvorsteher von Wandelheim entschied 1945, das Dorf wegen der herannahenden Roten Armee zu evakuieren. Ein Flüchtlingstreck mit Pferdewagen zog am 20. Januar 1945 mit der deutschstämmigen Bevölkerung in westliche Richtung. Nur wenige ältere Menschen blieben zurück. Der Ort wurde später von polnischer Bevölkerung wieder besiedelt. Die Route des Trecks verlief u. a. über Sagan, Riesa, Freiberg, Chemnitz, Plauen, Hof bis Kirchenthumbach, wo der Treck geteilt werden sollte. Als ein Teil bereits über Velden am Karfreitag (30. März) in Gaißach den Amerikanern begegnete, war auch die Weiterreise den einzelnen Wagen überlassen. In der Hoffnung, wieder in die Heimat zurückzukehren, machte sich ein Großteil der Wagen auf den Rückweg Richtung Norden, wurde aber überwiegend bereits an der entstandenen Zonengrenze zwischen Amerikanischer und Sowjetischer Besatzungszone abgewiesen.  Andere wurden an der Oder-Neiße-Grenze nicht mehr nach Polen eingelassen. Ein Großteil dieses Trecks kam bis nach Riesa und siedelte dann im Ort Frauenhain. Viele der übrigen Geflüchteten haben sich zunächst im Landkreis Hof niedergelassen.

## Sehenswürdigkeiten
- Alte Wassermühle, Nr. 51
- Friedhof aus der 2. Hälfte des 19. Jahrhunderts